# أعمال العنف في حوارة 2023
أعمال العنف في حوارة 2023 هي أعمال عنف وقعت بتاريخ 26 شباط/فبراير 2023 في بلدة حوارة الفلسطينية في محافظة نابلس في شمال الضفة الغربية. هاجمَ عشرات المستوطنين الإسرائيليين وبشكلٍ عنيفٍ في وقت متأخر من ليل الأحد وصباح الإثنين بلدة حوارة وقرى أخرى مجاورة مثل بورين انتقامًا لعملية إطلاق النار في حوارة التي وقعت في وقت سابق من ذلك اليوم، والتي قُتل فيها مستوطنيْن إسرائيليين. تسبَّبَ هجوم المستوطنين بدعمٍ من جيش الاحتلال في مقتل الفلسطيني سامح أقطش برصاصة متفجرة أطلقها جنود الجيش الإسرائيلي كما أُصيب عشرات آخرون، وأحرق المستوطنون خلال الهجوم عشرات السيارات والمنازل. يُعتبر هذا الهجوم أَسوأ عنفٍ للمستوطنين الإسرائيليين منذ عقود.

## أعمال العنف
عقبَ الاقتحامات المتكرّرة والحصار الذي فرضه الجيش الإسرائيلي على عشرات المدن والبلدات والقرى الفلسطينيّة في الضفة وبعد عمليّات الاغتيال المتكررة التي طالت عديد النشطاء في حركات وفصائل المقاومة وفي صفوف المدنيين على حدٍ سواء، هاجمَ فلسطينيٌّ مجموعة مستوطنين في قرية حوارة وأسفرت العمليّة عن مقتل مستوطن واحد وجرحِ آخرين. ارتفعت مباشرةً بعد الهجوم الدعوات الإسرائيلية للانتقام على وسائل التواصل الاجتماعي، كما زادَ التجييش الإعلامي الإسرائيلي ضد البلدة وضدّ قاطنيها ووصلَ الأمر لمسؤولين كبار في الحكومة الإسرائيليّة حيثُ غرَّد نائب رئيس المجلس الإقليمي لمستعمرات الضفة الغربية دافيدي بن تسيون في حسابه الرسمي على تويتر قائلًا: «يجبُ محو حوارة اليوم».
اقتحمَ مئات المستوطنين القادمين من المستوطنات المجاورة بلدة حوارة وأحرقوا سيارات ومنازل وممتلكات الفلسطينيين من سكّان البلدة، ولم تمنعهم قوات الجيش الإسرائيلي من دخول البلدة بل تلقوا دعمًا من قِبل بعض أفرع الجيش. أكدت وزارة الصحة الفلسطينية إصابة عشرات الفلسطينيين خلالَ أعمال العنف والهجمات التي شنّها المستوطنون، والذين واجهوا مقاومة من أبناء القرية الذين ألقوا الحجارة على مثيري الشغب من مقتحِمي القرية، ودعت مكبرات الصوت في مساجد حوارة أهالي القرية للخروج لمواجهة مثيري الشغب.
أعلن الهلال الأحمر الفلسطيني مقتل شخص برصاص جيش الاحتلال الإسرائيلي وهو من سكان قرية زعترة الواقعةِ قُرب حوارة، وإصابة نحو 30 بجروح جراء ضرب وإطلاق نار أو رشق بحجارة المستوطنين، وإصابة 350 آخرين بجروح جراء استنشاق الغاز أو الدخان. أضرمَ المستوطنون النيران في عشرات السيارات في ساحة خردة موجودة على مدخل بلدة حوارة واشتعلت النيران في 15 منزلًا فلسطينيًا. وصلَ نفس المستوطنين في منتصف ليلية الـ 27 من شباط/فبراير 2023 إلى قرية بورين، حيث أضرموا النار في السيارات والمنازل وقاموا بالدخول إلى حظيرة أغنام ذابحين بعضَ الاغنام وسرقوا أخرى، كما أحرقوا بعض أطراف مدرسة بورين الثانوية.

## ردود الفعل
- الرئاسة الفلسطينية: ندد رئيس السلطة الفلسطينية محمود عباس، بـ «العمل الإرهابي الذي يقوم به المستوطنون تحت رعاية قوات الاحتلال»، وأشار إلى أن الحكومة الإسرائيلية تتحمّل المسؤولية الكاملة عن الحادث.[9]
- المملكة المتحدة: وصف السفير البريطاني لدى إسرائيل نيل ويغان، مشاهد اعتداء المستوطنين على أهالي بلدة حوارة وحرق المنازل والمركبات بـ «المروعة»، ونشر السفير ويغان تغريدةً على حسابه الرسمي عبر تويتر كتبَ فيها: «إنّ إسرائيل بحاجة إلى التعامل مع عنف المستوطنين، هذه أنباء مروعة، وأنا أدين مثل هذا العنف الذي يُفاقم الوضع في الضفة».[10]
- فرنسا: قالت المتحدثة باسم الخارجية الفرنسية آن كلير ليجيندر، إن بلادها تتابع بقلق بالغ العنف المستمر في الضفة الغربية، ولا سيما في بلدة حوارة، وأضافت المتحدثة باسم الخارجية الفرنسية أن العنف ضد المدنيين الفلسطينيين أمر غير مقبول. ودعت فرنسا الحكومة الإسرائيلية، كجزء من مسؤوليتها كقوة احتلال، إلى حماية المدنيين الفلسطينيين ومحاكمة مرتكبي أعمال العنف في حوارة.[11]
- الولايات المتحدة: قال المتحدث باسم الخارجية الأميركية نيد برايس، إن بلاده تدين عنف المستوطنين في الضفة الغربية، الذي أسفر عن مقتل فلسطيني، وإصابة أكثر من 100 آخرين، وتدمير العديد من الممتلكات.[12]
- الاتحاد الأوروبي: جاء في بيان صحفي لمكتب الاتحاد الأوروبي في الضفة الغربية: «منزعجون من أعمال العنف التي وقعت قرب بلدة حوارة بالضفة، حيثُ هاجم المستوطنون منازل ومركبات فلسطينية ومتاجر مما أدى لقتل فلسطيني وإصابة آخرين».[13]

## إعادة الإعمار
في 13 مارس 2023، سلّم حسين الشيخ أمين سر اللجنة التنفيذية لمنظمة التحرير الفلسطينية مبلغ نصف مليون دولار من قطر إلى بلدية حوارة تعويضًا عن الأضرار التي لحقت بالبلدة بعد هجمات المستوطنين في مارس 2023.